# Irák na Letních olympijských hrách 1960
Irák se účastnil Letní olympiády 1960 v italském Římě.

## Medailisté
| Medaile | Jméno            | Sport    | Soutěž                  |
| ------- | ---------------- | -------- | ----------------------- |
| Bronz   | Abdul Wahid Aziz | Vzpírání | muži lehká váha 67,5 kg |